# Francisco Gallardo
Francisco Gallardo León, detto Paco (Siviglia, 13 gennaio 1980), è un dirigente sportivo, allenatore di calcio ed ex calciatore spagnolo, di ruolo centrocampista.

## Palmarès

### Giocatore

#### Competizioni nazionali
- Segunda División: 1

Siviglia: 2000-2001